# 페니 마운트배튼

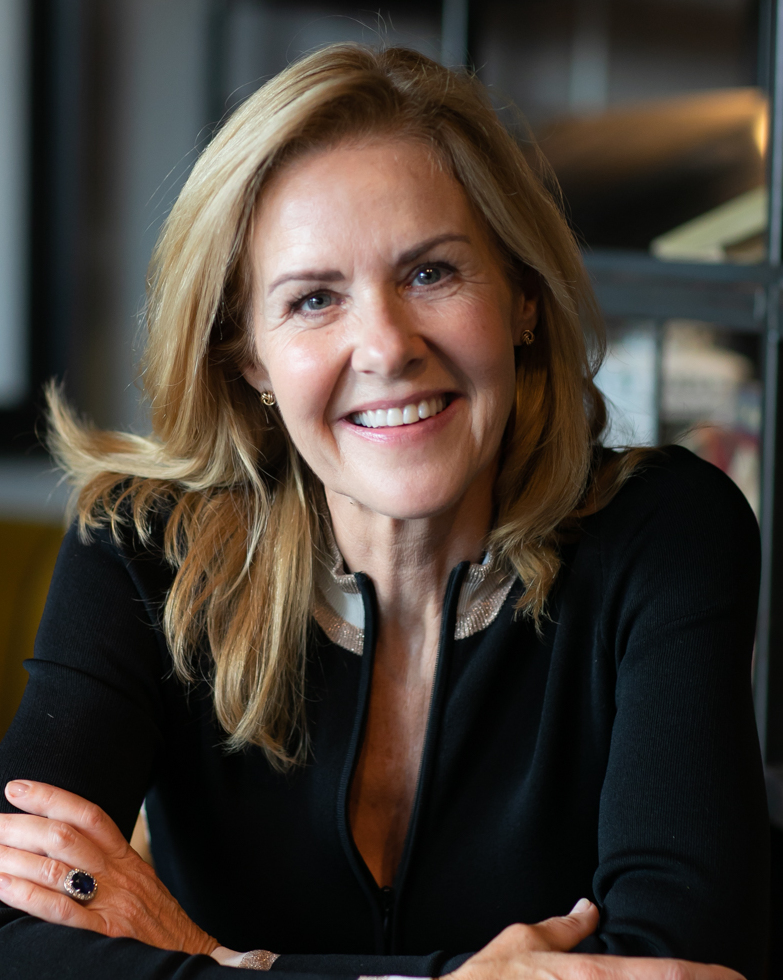
페니 마운트배튼

페넬로페 앤 베어 마운트배튼, 레이디 이바르 마운트배튼(Penelope Anne Vere Mountbatten, Lady Ivar Mountbatten, 1966년 3월 17일 ~ )은 페니 마운트배튼(Penny Mountbatten)으로 알려진 영국의 자선가이자 사업가이다. 그녀는 2011년 이바르 마운트배튼 경과 이혼할 때까지 모인스 파크와 브리지웰 파크의 저택의 여인으로 근무했다.